# Camptosphaeria citrinella
Camptosphaeria citrinella är en svampart som först beskrevs av N. Lundq., och fick sitt nu gällande namn av J.C. Krug & Jeng 1977. Camptosphaeria citrinella ingår i släktet Camptosphaeria och familjen Lasiosphaeriaceae.  Arten är reproducerande i Sverige. Inga underarter finns listade i Catalogue of Life.